# Valoria la Buena
Valoria la Buena és un municipi de la província de Valladolid a la comunitat autònoma espanyola de Castella i Lleó.

## Demografia
| 1991 | 1996 | 2001 | 2004 |
| ---- | ---- | ---- | ---- |
| 698  | 683  | 630  | 666  |

## Personatges cèlebres
- Gabino Gaona (1933 - 2007), pintor expressionista.